# Tendzin Chödrag
Tendzin Chödrag (tibetisch: bstan 'dzin chos grags; auch: Tenzin Chödrak, Tenzin Choedrak; * 1922; † 6. April 2001 in Dharmshala) war ein tibetischer Arzt und Autor.

## Leben

### Jugend und Ausbildung
Tendzin Chödrag wuchs in ärmlichen Verhältnissen als Halbwaise bei seinem Vater und einer Stiefmutter auf. Er hatte schon in jungen Jahren den Wunsch, Arzt zu werden.
Die ersten Jahre, die er in einem Kloster verbrachte, waren hart. Bei Verstößen gegen die Disziplin oder bei Nichterfüllung an sie gestellter Aufgaben wurden die Novizen häufig geschlagen.
Da er sein Ziel, Arzt zu werden, nicht aufgab, machte sich Tendzin Chödrag als Jugendlicher auf den Weg nach Lhasa, um dort eine Möglichkeit zu finden, in der vom 13. Dalai Lama 1916 gegründeten klösterlichen Medizinschule „Mentsikhang“ (tib.: sman rtsis khang) aufgenommen zu werden. Aus finanziellen Gründen scheiterte sein Vorhaben zwar anfangs, aber mit Unterstützung von Verwandten gelang es ihm schließlich doch, die finanziellen Mittel für eine Aufnahme im Mentsikhang aufzutreiben.
Auch die Zeit seiner Ausbildung im Mentsikhang ab 1940 war von hohen Anforderungen an Disziplin und Durchhaltevermögen geprägt. Für den großen Bedarf an Heilpflanzen, die der Mentsikhang benötigte, waren die Mönche selbst verantwortlich. Als besonders schwierig erwies sich hierbei die Beschaffung jener Pflanzen, die nur in den höheren Lagen des Hochlands von Tibet zu finden sind. Für die schlecht ausgerüsteten Mönche bestand bei solchen Expeditionen die Gefahr, sich zu verletzen, sich Erfrierungen einzuholen, zu erblinden oder höhenkrank zu werden.
1944 wurde Tendzin Chödrag Menzin und durfte nun im Beisein eines Arztes selbst Arzneimittel herstellen. Zwischen 1950 und 1952 erlernte er die traditionellen Methoden zur Entgiftung von Quecksilber und wurde in der Herstellung der in der tibetischen Medizin verwendeten „Juwelenpillen“ unterrichtet. Auch durfte er zu dieser Zeit selbst mit der Behandlung von Patienten beginnen, bevor er 1952 sein Studium  abschloss.
Als die Mutter des 14. Dalai Lama Dekyi Tshering (1900–1981) erkrankte wurde Tendzin Chödrag, der sich einen guten Ruf als Arzt erworben hatte zu Hilfe gerufen und konnte sie mit Erfolg behandeln. 1956 wurde er einer von jeweils vier Leibärzten des Dalai Lama und erhielt den Titel „Lhamenpa“ (tib.: lha sman pa).

### Gefangenschaft und Exil
Nachdem der 14. Dalai Lama im Zuge des Tibetaufstands 1959 nach Indien geflüchtet war, wurde Tendzin Chödrag verhaftet. Als Person aus dem näheren Umfeld des nun als konterrevolutionärer Feudalherrscher bezeichneten Dalai Lama wurde er, der bis zu dieser Zeit noch kaum etwas von Mao Zedong gehört hatte, mit besonderem Argwohn betrachtet. Er wurde gefoltert, sollte in „Klassenkampfsitzungen“ (Thamzing) seine Fehler eingestehen und durch Arbeit umerzogen werden.
Zwischen 1959 und 1976 war Tendzin Chödrag politischer Gefangener der Volksrepublik China. Zunächst wurde er in das Laogai Jiuzhen nördlich von Lanzhou gebracht, später wieder zurück nach Lhasa in das Gefängnis Drapchi verlegt. Erst 13 Jahre nach seiner Verhaftung, 1972, wurde er als Intellektueller der Oberschicht der mit der ehemaligen tibetischen Regierung in Verbindung stand formal zu 17 Jahren Haft verurteilt und im Gefängnis Sangyib, ebenfalls in Lhasa, inhaftiert, wo er unter schwersten Bedingungen in einem Steinbruch arbeitete. Ein Jahr später wurde er von einem chinesischen Gefängnisarzt, der über seine medizinischen Fähigkeiten informiert war, wegen eines persönlichen Leidens konsultiert. Er konnte ihm helfen und wurde infolgedessen zur Arbeit im Gefängnishospital eingeteilt.
Nach seiner Entlassung 1976 praktizierte Tendzin Chödrag wieder als Arzt und bekam auch ein wenig Gehalt für seine Arbeit im Gefängnishospital. Von tibetischer Seite wurde er dafür der Kollaboration mit den Chinesen verdächtigt, auf chinesischer Seite galt er allerdings immer noch als Feind des Volkes.
Durch die Vermittlung von Lobsang Samten (* 1932) – einem älteren Bruder des 14. Dalai Lama, der sich zu dieser Zeit auf Grund diplomatischer Beziehungen zwischen der tibetischen Exilregierung und der chinesischen Regierung in Tibet aufhielt – erhielt Tendzin Chödrag 1979 die Erlaubnis, Dharmshala besuchen zu dürfen. 1980 wurde er erneut Leibarzt des 14. Dalai Lama und kehrte nicht mehr nach Tibet zurück.
Im 1961 vom 14. Dalai Lama gegründeten Mentsikhang in Dharmshala wurde Tendzin Chödrag Chief Medical Officer, sowie Leiter und später Berater der Abteilung für Pharmazie. 1984 sprach er auf der internationalen Konferenz für tibetische Medizin in Venedig. 1987 reiste er nach New York, Washington D.C., Phoenix und San Francisco, um die Möglichkeiten eines Programms zur wissenschaftlichen Untersuchung der Wirkung tibetischer Medizin bei der Behandlung von Krebs, Hepatitis, Arthritis und AIDS zu erkunden. Weitere Reisen nach Frankreich, Deutschland, der Schweiz, Italien, Österreich, Russland, der Mongolei, Japan, Mexiko, den USA und Südasien folgten. Nach der Katastrophe von Tschernobyl wurde er auch wegen der Behandlung von Strahlenkranken konsultiert.
Am 6. April 2001 starb Tendzin Chödrag.